# Kranichsteiner Straße 99
Das Wohnhaus in der Kranichsteiner Straße 99 ist ein denkmalgeschütztes Fachwerkhaus in der südhessischen Stadt Darmstadt. 

## Geschichte und Beschreibung
Dieser Bauernhaustypus mit konstruktivem Fachwerkgefüge wurde im ausgehenden 19. Jahrhundert erbaut.
Das kleine zweigeschossige giebelständige Wohnhaus besitzt ein steiles gebrochenes Krüppelwalmdach in Biberschwanzdeckung. 

## Denkmalschutz
Das straßenräumlich dominante Gebäude markiert zusammen mit dem Berntheiselschen Haus den Knickpunkt der Kranichsteiner Straße an dieser Stelle.
Aus architektonischen und stadtgeschichtlichen Gründen steht das Bauwerk unter Denkmalschutz des Landes Hessen.